# Opithandra primuloides
Opithandra primuloides là một loài thực vật có hoa trong họ Tai voi. Loài này được (Miq.) Burtt mô tả khoa học đầu tiên năm 1956.